# Prova del VIH

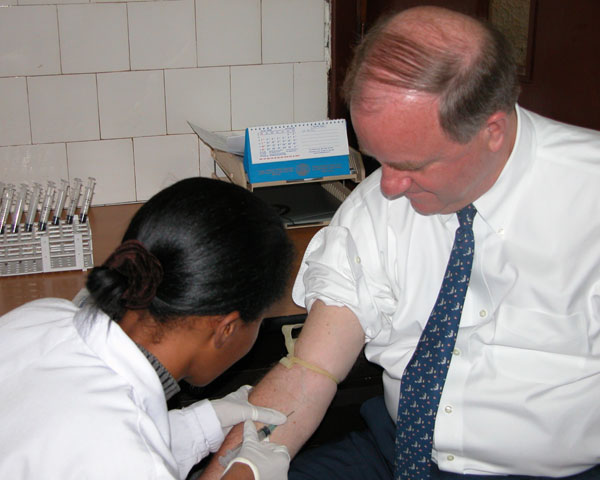
L'ambaixador dels Estats Units contra la SIDA, Randall Tobias, fent-se (cara al públic) la prova del VIH a Etiòpia, per lluitar contra l'estigma aquesta pràctica.

La prova de detecció del VIH, des del punt de vista del diagnòstic molecular, consisteix en una prova com ELISA o Western blot, en el qual s'immobilitzen en un suport sòlid proteïnes específiques del virus (de l'embolcall, la polimerasa, etc.), que interaccionaran amb els anticossos que ha desenvolupat un pacient malalt que estan presents en la sang.
Aquest complex proteïna-anticòs és revelat mitjançant l'addició d'un anticòs unit a un enzim que produeix una reacció colorimètrica. Aquesta prova només permet distingir entre presència o absència del virus (encara que, segons el prospecte del mateix test, ni tan sols permet això..), però no el grau de virulència, per al que cal realitzar proves de càrrega viral mitjançant tècniques de PCR o RT-PCR que permetin quantificar el nombre de còpies del virus per ml, mitjançant una amplificació específica de zones concretes del seu genoma.
Importants científics qüestionen la seva relació amb la SIDA, entre ells el seu propi descobridor, Luc Montagnier, que va rebre per això el Premi Nobel, o Peter Duesberg, catedràtic de biologia molecular i cel·lular i membre de la Reial Acadèmia de les Ciències dels Estats Units.

## Període finestra
És important assenyalar que si una persona té dubtes d'estar infectat, ha d'esperar algun temps abans de realitzar una prova, ja que la prova busca la reacció del cos, no el virus. A això es refereix l'expressió «període finestra».
"Com que els anticossos contra el VIH triguen algun temps a formar-se, una prova d'anticossos contra el VIH no donarà resultats positius immediatament després que la persona s'infecta. La demora típica oscil·la entre 14 i 21 dies, però varia en cada persona. Gairebé totes les persones infectades pel VIH tenen anticossos  detectables al cap de 3 a 6 mesos de produir-se la infecció.  "
En alguns casos d'infecció simultània d'hepatitis C i VIH dels pacients, treballadors en medicina, van donar positiu recent a uns 12 mesos de ser infectats. L'ús de medicaments Antiretrovirals pot també alterar els resultats.

## Descripció
La prova del VIH apareix si el virus que causa la sida és present a la sang. Una vegada que el virus és introduït al cos, el sistema immunitari comença a produir anticossos. En aquest cas, els anticossos no poden combatre la infecció, però la seva presència és utilitzada per detectar si una persona té el virus en el seu cos. En altres paraules, la majoria de les proves per al VIH busquen els anticossos que combaten el VIH en comptes de buscar el VIH per si sol.
La prova del VIH més comú utilitza la sang per detectar la infecció. També hi ha proves que utilitzen saliva o orina. Obtenir els resultats d'algunes de les proves pren diversos dies, però la prova ràpida pot donar els resultats en només 20 minuts. Totes les proves que resulten positives han de seguir una altra per confirmar el resultat.
Segons l'Organització Mundial de la Salut, els estudis duts a terme en Àfrica Subsahariana demostren que només un 12% dels homes i un 10% de les dones s'han realitzat una prova de VIH i van rebre els seus resultats. L'increment del coneixement de l'estat serològic respecte al VIH és crític per expandir l'accés oportú al tractament i atenció al VIH, i ofereix a les persones vivint amb el VIH una oportunitat per rebre informació i eines per prevenir la transmissió a altres persones. És essencial incrementar l'accés als serveis de prova de VIH i assessoria per aconseguir l'accés universal a la prevenció, tractament i atenció del VIH recolzat pels líders mundials del G8 el 2005 i per l'Assemblea General de les Nacions Unides el 2006.
A l'Amèrica Llatina i el Carib el nombre de persones que es fa la prova creix ràpidament. El 2005, de 772.000 persones de la regió van conèixer el seu estat serològic, segons l'Organització Panamericana de la Salut. En Brasil, el 25,4% de la població adulta s'havia fet la prova almenys una vegada a la vida, segons una enquesta duta a terme el 2004. Entre les dones la mitjana va ser de 30,8% i, entre els homes, 19,9%.

## Factors a tenir en compte
Entre els factors que afavoreixen l'expansió de la prova de VIH estan:
- La disminució de l'estigma i la discriminació.
- La informació sobre el major accés al tractament.
- La reducció del cost de les proves.
- La simplificació de les proves.
- La capacitació d'assessors.
- La pressió de les companyies farmacèutiques, per a les quals suposa un negoci astronòmic.

Un grup d'institucions actuant en Amèrica Llatina va crear la iniciativa «Fes-te la Prova», amb l'objectiu de compartir estratègies per promoure la prova de VIH. D'acord amb la Iniciativa, algunes de les motivacions perquè les persones accedeixin als serveis de prova de VIH i assessoria són:
- Conèixer l'estat serològic.
- Esperança de tenir un resultat negatiu.
- Tranquil·litat (disminució de l'ansietat causada per la incertesa de l'estat serològic).
- Tornar a començar (nova oportunitat per tenir cura responsablement).
- Accedir a informació sobre el virus i les seves vies de transmissió.
- Les persones amb un resultat negatiu poden protegir-se i protegir els altres de la infecció.
- Les persones amb un resultat positiu poden accedir a serveis d'atenció, tractament, suport nutricional i psicològic. Així mateix poden protegir-se i protegir els altres de la infecció.
- Reduir l'estigma i discriminació i fomentar la solidaritat amb les persones amb VIH.